# 氢氧化锕
氢氧化锕是一种白色固体，化学式Ac(OH)3。有强放射性。

## 制备
氢氧化锕由可溶性锕盐和碱或氨水反应，所得凝胶沉淀为产物：
Ac3+ + 3 OH− → Ac(OH)3↓
其溶解度略大于氢氧化镧，但仍难溶于水。

## 化学性质
氢氧化锕是碱性氢氧化物，可以和酸反应产生相应的盐：
Ac(OH)3 + 3 HNO3 → Ac(NO3)3 + 3 H2O